# سلالة الفيليبيين
سلالة الفليبيون ويعرفون أيضا بأسرة هابسبورغ في البرتغال وهي ثالث سلالة حاكمة حكمت البرتغال بين 1581 و1640 في اتحاد سلالي بين التاجين. ويرجع إسمها إلى ملوك إسبانيا الثلاث وجميعهم كان إسمهم فيليب وينتمون إلى آل هابسبورغ، وهم: فيليب الأول وفيليب الثاني وفيليب الثالث.
في تاريخ البرتغال كانت الفترة من أزمة خلافة البرتغالية إلى حكم بيت براغانزا هي فترة انتقالية. وقد وصلت تجارة التوابل في الإمبراطورية البرتغالية ذروتها مع بداية حكم الفيليبيون. وتمتعت بنفوذ واسع النطاق بعد وصول رحلة فاسكو دا جاما إلى الشرق عبر دورانه حول افريقيا في 1497-1498. وبانتهاء مهمة فاسكو دا جاما تكون قد اكتملت جهود الاستكشافية التي استفتحها هنري الملاح، وفتح طريق المحيطات لتجارة التوابل المربحة في أوروبا طريقا تجاوز الشرق الأوسط.
بدأت هولندا وانجلترا وفرنسا طوال القرن 17 بافتراس مراكز البرتغال التجارية في الشرق، ثم تدخلوا في تجارة العبيد عبر الأطلنطي سريعة النمو. فتقوضت احتكار البرتغال في التجارة البحرية للتوابل والعبيد. وأدى ذلك إلى تراجع كبير في تجارة التوابل البرتغالية. وإلى حد أقل كان نقل الثروة من البرتغال عبر ملوك هابسبورغ للمساعدة في دعم الكاثوليك في حرب الثلاثين عاما قد خلق توترات داخل الاتحاد، وبالرغم من أن البرتغال استفادت من الجيوش الاسبانية في مساعدتها بلإحتفاظ بالبرازيل وتعطيل التجارة الهولندية. تلك الأحداث والأخرى التي وقعت عند نهاية أسرة أفيز وفترة الاتحاد الإيبيري قاد البرتغال إلى حالة من الاعتماد على مستعمراتها بدأت بالهند ثم البرازيل.

## الإستمرارية في النظام الإداري

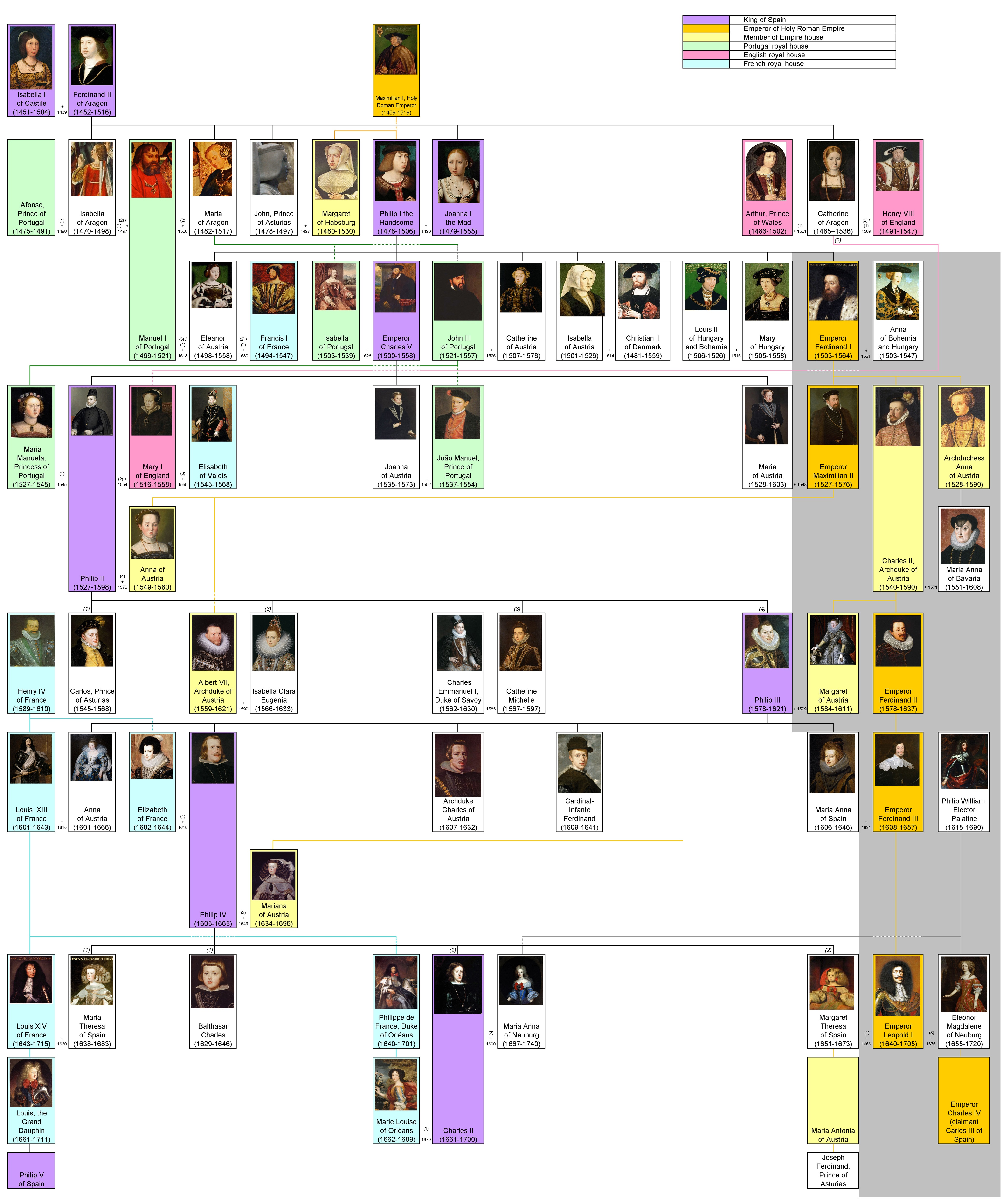
شجرة عائلة هابسبورغ الإسبانية واتصالها مع أسرة أفيز ملوك البرتغال

نظرا للتعقيد في إدارة الحكومة، فقد احتاج الملك إلى أجهزة معاونة مثل المجالس (Consejos) المكرسة لتقديم المشورة وحل المشاكل وتقديمها إلى الملك للإطلاع عليها والفصل فيها. هذا التعقيد يحتاج إلى مقر دائم، فجعل فيليب الثاني مدريد العاصمة لحكمه في 1562 وأنشأ فيها مقر للبلاط الملكي وطاقم الحكومة. مع أن الحكومة انتقلت خلال فترة وجيزة إلى بلد الوليد مع طاقمها الإداري (1601-1606).
أما بالنسبة للأداء، تأتي المراسلات الإدارية للمجالس مختلفة إلى مدريد، ثم تقوم سكرتارية (وزير) كل مجلس بترتيب الامور التي تستوجب تقديمها للملك، ثم يجتمع الملك بعدها مع الوزراء طالبا رأي المجلس. فيرد المجلس بعدئذ بجلسة لعلاج القضية لترفع مداولاته الرسمية إلى الملك. فيقوم الوزير بإطلاع الملك على المداولات، ثم يعيدها إلى مجلس مع رد الملك ليتم التنفيذ. تكون اجتماعات المجالس في القصر الملكي، وعادة ليس بالضرورة حضور الملك. وفي نظام ابوليسنودي [الإنجليزية] تبرز أهمية مجلس الدولة (Consejo de Estado). فتوكل إلى مجلس مدريد الإعلان عن القرارات الرئيسية التي تهم النظام العام والدفاع عن الهيكل الملكي اسباني، وإن كان في كثير من الأحيان يتطرق للأمور البرتغالية. حتى مجلس الحرب (Consejo de Guerra) فإنه يمارس اختصاصاته على الجيوش الموجودة في الحصون القشتالية المقامة على سواحل البرتغال.
وهناك أيضا مجالس ذات طابع إقليمي ومهمتها التخصص في فضائها الإقليمي، مثل مجلس قشتالة ومجلس أراغون ومجلس نافار ومجلس إيطاليا ومجلس الإنديز ومجلس فلاندرز ومجلس البرتغال (انشئ سنة 1582). واحتوى مجلس البرتغال من رئيس وستة مستشارين (أصبحوا أربعة بعدها) وقد ألغي هذا المجلس في 1668. ويتكون عمل المجلس من ممثل مقرب للملك وبلاط التاج البرتغالي للأمور التي تعتمد على العدل والشرف وأخيرا الاقتصاد في نطاق الملكية البرتغالية. أي قرار للملك يتعلق بالمملكة يجب ان يكون هدف لتشاور المجلس قبل أن ينتقل إلى مستشارية لشبونة ثم البلاط المختص. وتألق مجلس البرتغال مرتين: في 1619 عندما حضر الملك لشبونة، وبين 1639-1658 عندما جعل المجلس العسكري للبرتغال بديلا عنه. ولكن استمر المجلس في عمله عندما لم يعترف فيليب الرابع بإستقلال البرتغال، واستمر بالاهتمام بالبرتغاليين الأوفياء بالحكم الإسباني وحكومة سبتة.
فيما يتعلق بحكومة مملكة البرتغال ذاتها. فإنه خلال دمجها بمملكة إسبانيا فقد احترم عموم ملوك هابسبورغ الإسبان التعهدات التي قطعت في تومار سنة 1581 بالسماح بحكم ذاتي معتبر للبرتغال واحترام أراضي إمبراطوريتها. وخصصت مكاتب عامة للمواضيع البرتغالية في الداخل والخارج. أحيانا يكون الحاكم ممثلا للملك في لشبونة وأحيانا يكون نائب الملك. لذا تركت اسبانيا للبرتغاليين إدارة شؤونهم وشؤون امبراطوريتهم، بإشراف عام من مدريد وتوجيه من نائب الملك في لشبونة. ومع ذلك فإن المسائل المهمة ترجع إلى مدريد، حيث يأتون قبل مجلس البرتغال. يعزز نظام ابوليسنودي في مملكة البرتغال بالتالي:
- مجلس الدولة (Conselho de Estado) في لشبونة هو المجلس الخاص للملك مناط به مناقشة القضايا المرتبطة بالتاج وخاصة المتعلق بالسياسة الخارجية. ولكن يمكن إرسال ملاحظات مستشارين المجلس إلى الملك، ومن خلال نائبه يتمكن الملك من مناقشتهم. وبالرغم من أن عمل مجلس لشبونة هو مجلس استشاري كبير لمندوب الملك، إلا أن تعريف هذا المجلس ليس واضحا ناحية الصلاحيات الإدارية والواقع أنه لم ينجز أي دور إداري. حافظ ملوك اسبانيا بجعل وزيرين للخارجية، أحدهما مختص بالمملكة والآخر للإنديز، أي مختص للمستعمرات، وقد ذهبت العديد من النزاعات إلى القضاء حتى إنشاء مجلس الإنديز في 1604.
- في نفس الوقت أبقى ملوك اسبانيا على مكتب للوعي والأوامر (Mesa da Consciência e Ordens) الذي يعتبر محكمة ومجلس للشؤون الدينية وهو المتعهد بإدارة التعيينات الكنسية وله حق بإصدار الأوامر العسكرية في المستعمرات كما في الوطن.
- ظلت محاكم التفتيش البرتغالية مستقلة عن نظيرتها الإسبانية. حيث أن هناك ثلاث محاكم في لشبونة وقلمرية ويابرة.
- وأيضا مجلس العدل الملكي (Desembargo do Paço) المصون، فهو قمة النظام القضائي البرتغالي في لشبونة وهو أعلى محكمة في المملكة ويتحكم في تعيين جميع القضاة والخبراء القانونيين والأشراف على محكمة الاستئناف في لشبونة فضلا عن المحاكم العليا في أراضي البرتغال الخارجية. والوظيفة الأولى لمجلس العدل الملكي كانت التحكم في توظيف القضاة ومراقبة أدائهم في ممارسة المهام، وتمتد هيمنته على جميع المهن القانونية. وأيضا يبت في النزاعات بين محاكم المملكة، ويمنح الإعفاءات وأعمال شرعية وامور أخرى مشابهة عن العدالة والشرف. وفي مناسبات تقوم بنصح الملك في الأمور السياسية والاقتصادية إضافة إلى المسائل القضائية. وعلاوة على ذلك، فقد شكلت لجنة من القانونيين لإصلاح النظام القانوني مما أنتج قانون جديد للبرتغال سمي بمراسيم الفلبين الصادر في 1603.
- كلا من محكمة الاستئناف والدار المدنية هما محاكم ملكية للقضايا المدنية مثل القضايا الجنائية. ويمارس الدار المدنية عمله على الجزء الشمالي من المملكة، أما محكمة الاستئناف فهو على بقية المملكة بما في ذلك الجزر ومناطق عبر البحار.
- في 1591 أزاح مجلس الخزانة أربعة نظار الخزانة واستبدل بهم ناظر خزانة واحد يرأس أربعة أعضاء (اثنان منهم محامين) وأربعة أمناء. ومهمة المجلس هي مراقبة مسؤولي التمويل وإدارة حاجيات الملك الشخصية وتمارس ولايتها القضائية على الجمرك والترسانة ومحكمة الحسابات وإدارة التجارة الاحتكارية عبر البحار.
- تمت الاستفادة من مستشارية الإنديز (Conselho da India) الذي انشئ سنة 1604 المختص في كل الشؤون الخارجية، وبعيدا عن القضايا المتعلقة بماديرا وجزر الأزور وحصونهم في المغرب، فإن تعيين المسؤولين الاستعماريين وبعثاتهم تدار من المستشارية. ومع هذا فإن مجلس الخزانة هو المسؤول عن الرحلات البحرية وشراء وبيع الفلفل وجمع الإيرادات الملكية، أي باختصار جميع المسائل الاقتصادية. وبالتالي فإن مستشارية الإنديز له صلاحيات محدودة مثلما أنشئها ملك اسبانيا، مما أثار استياء البرتغاليين وسبب ارتيابا لدي مكتب للوعي والأوامر، فألغيت مستشارية الإنديز في 1614.
- ومع ذلك فقد احتاج الوضع السياسي إلى ردود فعل سريعة، وفي هذا السياق ظهر نظام المجالس للتعامل في قضايا محددة مثل: المجلس العسكري لإصلاح مجلس البرتغال (1606-1607، 1610)، والمجلس العسكري لترتيب ديون الخزانة (منذ 1627) ومجالس تنظيم أساطيل الإغاثة البحرية للبرازيل (منذ 1637).[8]

## تحدي الإمبراطورية البرتغالية
اندماج التاجين حرم البرتغال الاستقلال بالسياسة الخارجية، فأضحى أعداء اسبانيا اعداء للبرتغال. فإنجلترا كانت حليفة للبرتغال منذ معاهدة وندسور 1386. ولكن الحرب بين إسبانيا وإنجلترا أدى إلى تدهور العلاقات مع البرتغال حليفها القديم، فخسروا بسببها هرمز 1622. وكان عهدي ملوك البرتغال فيليب الأول والثاني سلميا بعض الشيء لأن التدخل القشتالي في شؤون برتغال لم يكن ملموسا، فاستمرت الإدارة للحكومات البرتغالية. ولكن بدءا من 1630 في عهد فيليب الثالث للبرتغال ازداد التدخل القشتالي في الوضع الداخلي فازداد السخط. فمشاركة البرتغال في حروب إسبانيا العديدة مثل: ضد المقاطعات المتحدة (حرب الثمانين عاما) وضد إنجلترا كلفتها أرواح عديدة وضياع فرص تجارية كثيرة. فالحرب ضد الهولنديين أدى إلى غزو العديد من البلدان في آسيا مثل سيلان مع أن البرتغاليين لم يسيطروا على كامل جزيرة سيلان ولكنهم كانوا قادرين على البقاء في المناطق الساحلية لبعض الوقت. وأيضا مراكز تجارية في اليابان وأفريقيا (مينا) وأمريكا الجنوبية حيث تعرضت البرازيل جزئيا لغزو من الفرنسيين والمقاطعات المتحدة. فاندلعت في البرتغال ثورتين شعبيتين في 1634 و 1637، خاصة في المنطقة ألنتيجو، إلا أنها لم تصل إلى أبعاد خطيرة، ولكن في عام 1640 ضعفت القوة العسكرية الاسبانية بسبب حربها مع فرنسا والثورة الكتالانية، فمساعدة ملكة إنجلترا إليزابيث الأولى للثورات ضد الإسبان أكد بقاء التحالف.
استفاد الهولنديين من الضعف البرتغالي في القرن 17 فاحتلوا العديد من المقاطعات البرتغالية في البرازيل وتمكنوا من الوصول إلى مزارع قصب السكر. وذلك بسبب عجز الأساطيل الإسبانية على حماية الطرق البحرية والموانئ الموجودة في جميع أنحاء العالم. هنا بدأت امتيازات النبلاء تزداد سوءا، وازداد قلق الإستقراطيين من فقدان مناصبهم وعوائدهم وازدادت الضرائب عليهم. ولم يعد بإمكان البرتغال ان تتفاوض مع أعدائها بسبب ارتباط مصيرها ببلاط مدريد. وبذلك وضعت المصالح البرتغالية في حالة خطر دائم. عينت شركة الهند الغربية الهولندية في سنة 1637 جون موريس منصب حاكم الممتلكات الهولندية في البرازيل. فحط في ميناء ريسيفي عاصمة بيرنامبوكو في يناير 1637. وبعد سلسلة من الحملات الناجحة، امتدت ممتلكات هولندا من سيرجيبي جنوبا إلى ساو لويز شمالا. ثم غزا الممتلكات البرتغالية في أفريقيا من قلعة المينا وساو تومي ولواندا بأنغولا على الساحل الغربي لأفريقيا. بعد تفكك الاتحاد الإيبيري في 1640 بدأت البرتغال في إعادة بسط سلطتها على أراضيها المفقودة من الإمبراطورية البرتغالية. كان الاختراق الهولندي في البرازيل طويلا وشاقا على البرتغال. فقد أمسكت الأقاليم السبعة عشر على جزء كبير من الساحل البرازيلي بما فيها باهيا (وعاصمتها سلفادور) وبيرنامبوكو (وعاصمتها ريسيفي) وبارايبا وريو غراندي دو نورتي وسيارا وسيرجيبي، في حين نهب القراصنة الهولنديين سفن البرتغال في كلا من المحيط الأطلسي والهندي. فأول ردة فعل هي حملة عسكرية أيبيرية قوية في 1625 استعادت فيها باهيا الواسعة وعاصمتها سلفادور ذات الأهمية الاستراتيجية. هذا وضع الأسس لاستعادة باقي المناطق التي يسيطر عليها الهولنديون. أما مناطق الأصغر حجما والأقل نموا فقد تعافت بفضل المقاومة المحلية والحملات البرتغالية فتخلصت من القرصنة الهولندية خلال العقدين التاليين.
ومن جانب آخر وسع الاتحاد الإيبيري حدود سيطرته في جميع أنحاء العالم، حيث الهيمنة البرتغالية على سواحل أفريقيا وآسيا التي تحيط بالمحيط الهندي، واسبانيا على المحيط الهادي وجانبي أميركا الوسطى والجنوبية في حين أن كليهما يتشاركان في حيازة الأطلسي.

## ضعف إمبراطورية هابسبورغ وثورة البرتغال

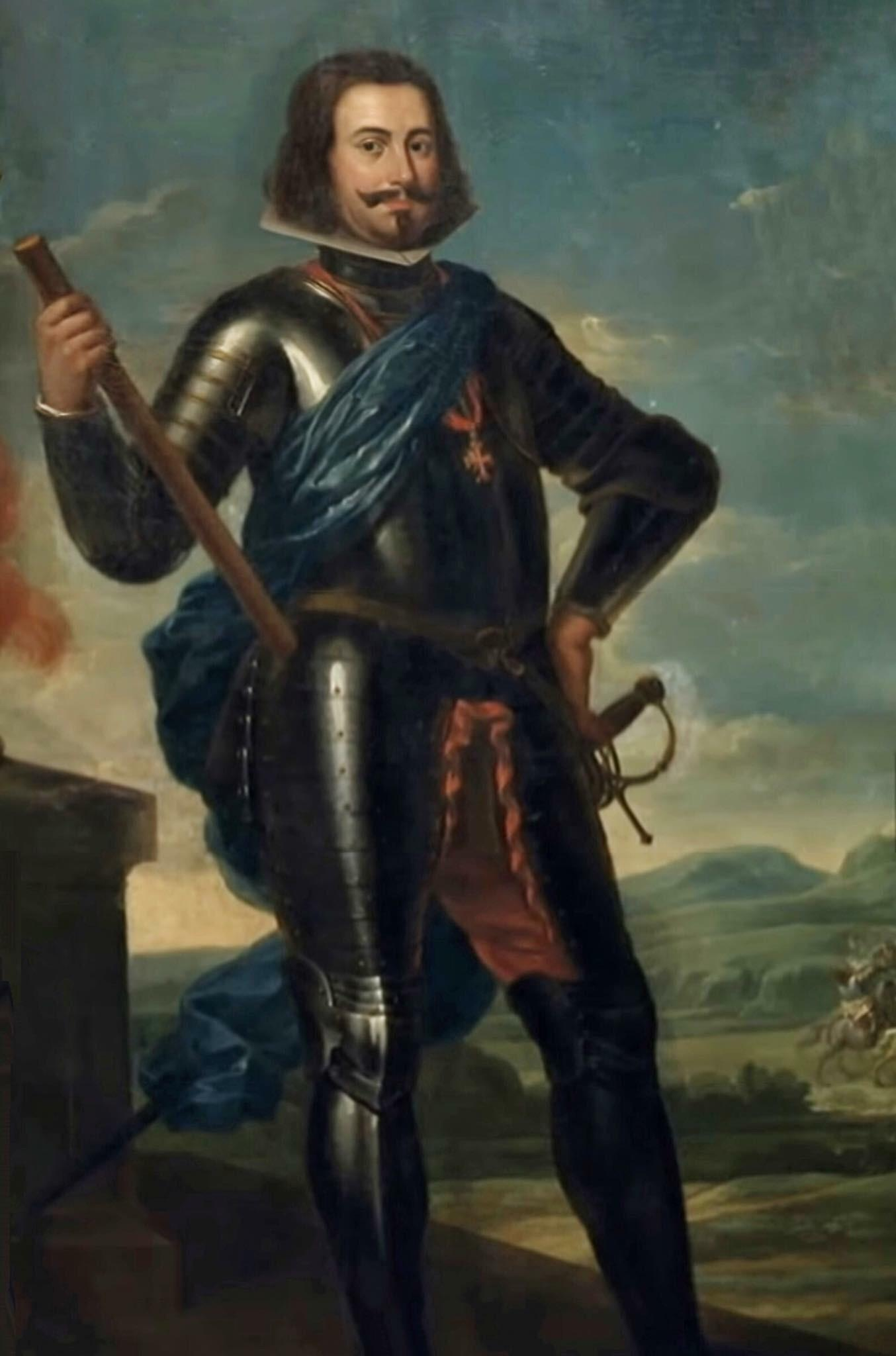
جواو الرابع (João IV)

عندما توفي فيليب الثاني ملك البرتغال (فيليب الثالث ملك إسبانيا)، خلفه فيليب الثالث (والرابع لاسبانيا) الذي كان له نهج مختلف في القضايا البرتغالية. فزيادة الضرائب أثرت على التجار البرتغاليون. وبدأ النبلاء البرتغالي يفقدون أهميتهم في المحاكم العامة واحتل الإسبان المناصب الحكومية في البرتغال. وحاول فيليب الثالث في نهاية المطاف جعل البرتغال مقاطعة ملكية، وفقد النبلاء البرتغاليون كل قوتهم.
توج هذا الوضع ثورة للنبلاء والبرجوازية العليا في 1 ديسمبر 1640، أي بعد 60 عاما من تتويج فيليب الأول. وبدأ التخطيط للمؤامرة بقتل رئيس وزراء البرتغال ميغيل دي فاسكونسيلوس وسجن ابنة عم الملك نائبة الملك الذي كانت تحكم البرتغال باسمه. وقد اختير هذا التوقيت للعملية، حيث ان القوات الإسبانية منشغلة في حرب الثلاثين عاما وتواجه أيضا ثورة في كاتالونيا.
وعلى الفور ظهر الدعم الشعبي واضحا، وسرعان مانودي بدوق براغانزا ملكا للبرتغال باسم جواو الرابع. وفي 2 ديسمبر 1640 أرسل جون رسالة إلى دائرة بلدية ايفورا باسم الملك.

## حرب الاستعادة

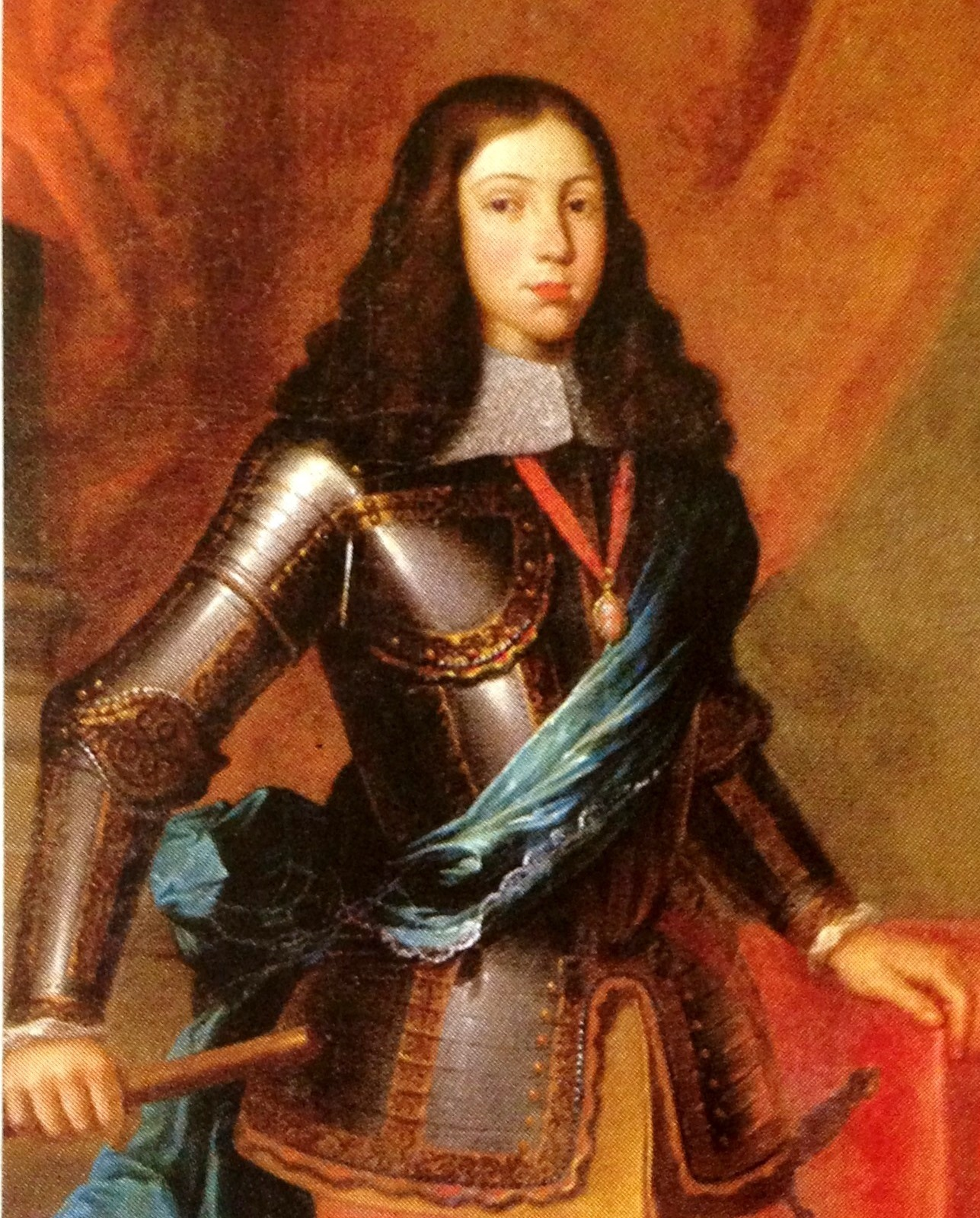
ألفونسو السادس ثاني ملوك بيت براغانزا.

اندلعت حرب الاستعادة البرتغالية ضد فيليب الثالث (بالبرتغالية: Guerra da Restauração‏) والتي بدات بمناوشات صغيرة بالقرب من الحدود ثم بدأت المعارك تستعر. اما أهم المعارك فكانت معركة مونتيجو [الإنجليزية] في 26 مايو 1644 ومعركة خطوط الواس [الإنجليزية] (1659)، ومعركة أميزيال [الإنجليزية] (1663) ومعركة كاستيلو رودريغو [الإنجليزية] (1664) ومعركة مونتيس كلاروس [الإنجليزية] (1665) وقد انتصر البرتغاليون في جميع المعارك.
ولتعزيز قواته كى يتمكن من النصر أصدر جواو الرابع العديد من القرارات. مثل إنشاء مجلس الحرب في 11 ديسمبر 1640 لتنظيم العمليات العسكرية. ثم بعد ذلك أنشأ المجلس العسكري للحدود للاهتمام بالحصون القريبة من الحدود وعمل دفاعات افتراضية للشبونة وللحاميات والموانئ البحرية. وقد أنشأ نظام الإجارة لضمان تطوير جميع الحصون وأن تدفع مع الضرائب الإقليمية. وكذلك نظم جواو الرابع الجيش، مسترجعا القوانين العسكرية للملك سيباستيان، وتطوير النشاط الدبلوماسي المكثف مركزا على استعادة العلاقات الجيدة مع إنجلترا.
بعد انتصاره في عدة معارك حاسمة، حاول جواو بسرعة أن يحقق سلاما مع إسبانيا. إلا أن مطلبه في اعتراف فيليب بالسلالة الحاكمة الجديدة في البرتغال لم يتحقق إلا بعد أن حكم ابنه ألفونسو السادس حيث كانت ولاية العهد لشقيقه إنفانتي بيدرو (أصبح لاحقا الملك بيدرو الثاني).

## أصول بيت براجانزا
بدأت أسرة براغانزا الملكية البرتغالية مع جواو الرابع. حيث أن الأسرة هي فرع من بيت أفيز أنشئها الملك الفونسو الخامس لعمه ألفونسو الثامن كونت بارسيلوس الابن غير الشرعي لجواو الأول مؤسس بيت أفيز. سرعان ماأضحت براغانزا إحدى أقوى العائلات في البرتغال وعلى مدى العقود التالية بعد تزاوجها بالخط الرئيسي للعائلة المالكة البرتغالية. وفي 1565 تزوج جواو الأول (دوق براغانزا) من الأميرة كاترين حفيدة الملك مانويل الأول هذا الاتصال مع العائلة المالكة أثبتت جدارته في صعود بيت براجانزا إلى الحكم. وكانت كاترين واحدة من أقوى المطالبين بالعرش خلال أزمة الخلافة 1580 لكنها خسرت النضال أمام فيليب الثاني ملك أسبانيا. في نهاية المطاف أصبح حفيد كاثرين جواو الرابع الوريث الشرعي للمملكة البرتغالية.
وكان جون الرابع ملكا محبوبا، وقد رعي الفنون الجميلة والموسيقى وهو ملحن ويتقن الكتابة على المواضيع الموسيقية. ولديه مجموعة من أكبر المكتبات في العالم. وبين كتاباته هو الدفاع عن باليسترينا والدفاع عن الموسيقى الحديثة (لشبونة، 1649). أما في الخارج أخذ الهولنديون ملقا (يناير 1641) واسترد سلطان عمان مسقط (1648). ومع ذلك وحتى 1654 فقد استعاد البرتغاليين معظم البرازيل ومنع عن الهولنديين أن يستفيدوا من تلك مستعمرة. وفي سنة 1656 توفي جواو، أما أرملته لويزا من غوزمان التي كانت الوصية على إبنها أفونسو السادس، فقد زوجت ابنتهما كاثرين لتشارلز الثاني ملك إنجلترا في 1661 وكان مهرها هي طنجة وبومباي و1,000,000 £ استرليني، مما يجعلها أكبر مهر لملكة في التاريخ. وورث جواو الرابع ابنه أفونسو السادس.

## ملوك أسرة هابسبورغ
| الاسم                 | العمر                         | بداية الحكم    | نهاية الحكم         | ملاحظات           | العائلة  | الصورة                 |
| --------------------- | ----------------------------- | -------------- | ------------------- | ----------------- | -------- | ---------------------- |
| فيليب الأول - الحكيم  | ‏21 مايو 1527 - 13 سبتمبر 1598 | 25 مارس 1581   | 13 سبتمبر 1598      | حفيد مانويل الأول | هابسبورغ | Philip I of Portugal   |
| فيليب الثاني - التقي  | ‏14 أبريل 1578 - 31 مارس 1621  | 13 سبتمبر 1598 | 31 مارس 1621        | ابن فيليب الأول   | هابسبورغ | Philip II of Portugal  |
| فيليب الثالث - العظيم | ‏8 أبريل 1605 -17 سبتمبر 1665  | 31 مارس 1621   | 1 ديسمبر 1640 (خلع) | ابن فيليب الثاني  | هابسبورغ | Philip III of Portugal |

## الشعارات والألقاب التي اتخذها ملوك الهابسبورغ
| الشعار | اللقب        | الفترة    | الشعار                                  | اللقب      | الفترة    |
| ------ | ------------ | --------- | --------------------------------------- | ---------- | --------- |
|        | ملك البرتغال | 1581–1640 | ملف:File:Kingdom of the Algarve CoA.svg | ملك الغارف | 1581–1640 |